# Рябины (Богородский район)
Рябины — опустевшая деревня в Богородском районе Кировской области

## География
Находится на расстоянии примерно 4 километров по прямой на север от районного центра поселка Богородское.

## История
Деревня известна с 1717 года. В 1771 году в ней учли 206 жителей. В 1873 году отмечено дворов 44 и жителей 326, в 1905 38 и 244, в 1926 44 и 245, в 1950 40 и 162 соответственно. В 1989 году жителей постоянных не было учтено.

## Население
Постоянное население  составляло 6 человек (русские 100%) в 2002 году, 7 в 2010.